# Željezno Žumberačko
Željezno Žumberačko – wieś w Chorwacji, w żupanii zagrzebskiej, w gminie Žumberak. W 2011 roku liczyła 34 mieszkańców.